# Seaton Delaval Hall

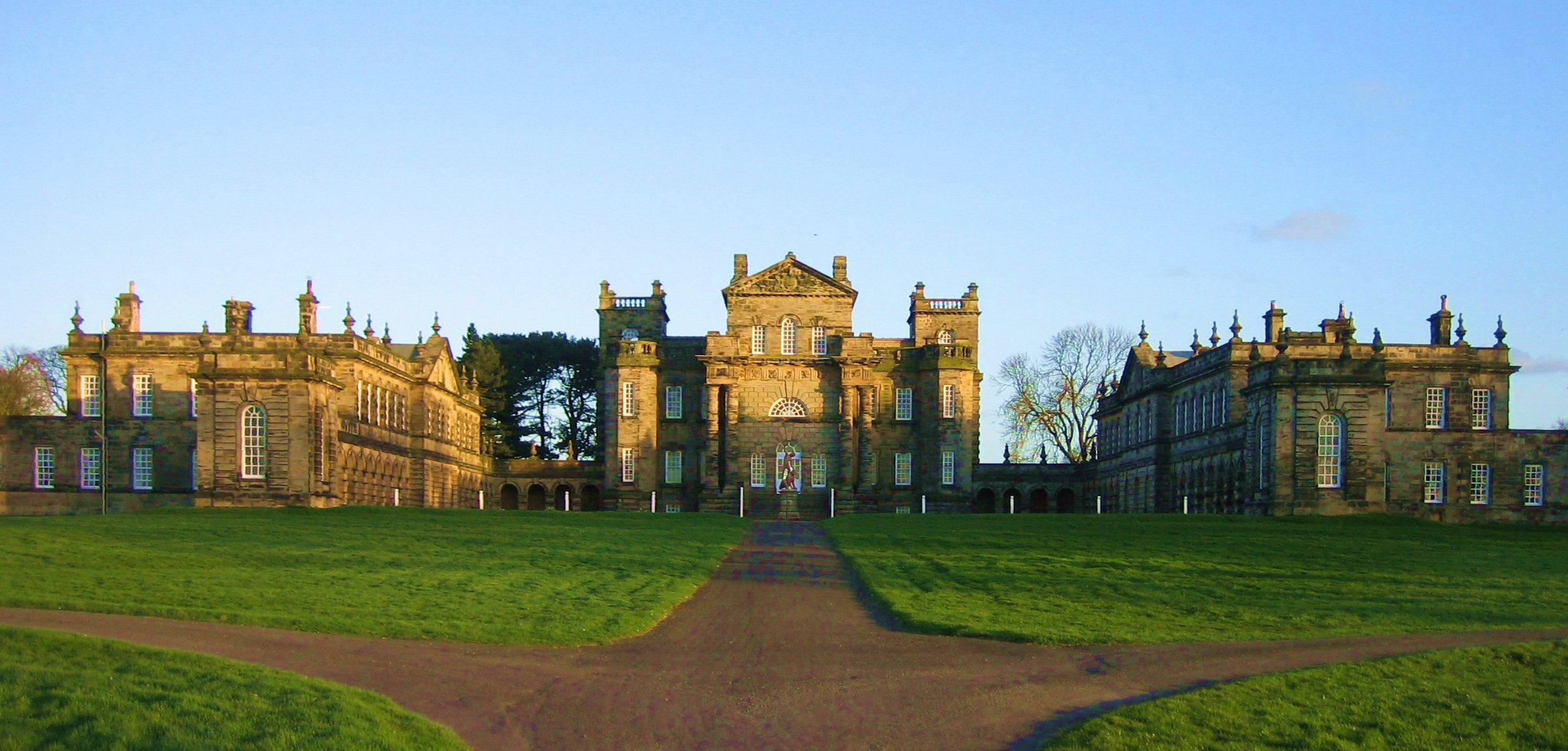
Vista general de la mansión.

Seaton Delaval Hall es una casa de campo en el condado de Northumberland, Inglaterra. Fue diseñada por Sir John Vanbrugh en 1718 para el almirante George Delaval.
La familia Delaval había sido la propietaria del terreno desde los tiempos de la conquista normanda. El almirante Delaval, que había conseguido fortuna mientras estaba en la marina, compró la propiedad a un pariente empobrecido. El almirante en un principio quería que John Vanbrugh modernizara la mansión existente, pero tras una visita al lugar, el arquitecto dijo que poco se podía hacer y sugirió la demolizión de toda la construcción con excepción de una capilla cercana. El resultado fue la última mansión que diseñó Vanbrugh y que está considerada como su mejor obra. El estilo arquitectónico corresponde al barroco inglés, más ligero que el barroco popular en Europa.
Su diseño consiste en un cuerpo central que contiene las habitaciones principales con dos arcadas que lo flanquean y dos alas laterales; en el ala este se encuentran los establos y en la oeste las habitaciones del servicio. La casa tiene una historia desgraciada; ni sus propietarios ni el arquitecto vivieron para verla terminada. Ha estado habitada de forma intermitente.
En 1822 el bloque central se vio afectado por un incendio y la casa quedó deshabitada. Fue restaurada de forma parcial en 1862 y 1863 y de forma más definitiva en 1959. La casa estuvo deshabitada hasta los años 1980. 